# Oscar Walter Oelsner
Oscar Walter Oelsner (* 13. Februar 1902 in Trier; † 13. August 1963 in Freiberg) war ein deutscher Geologe, Mineraloge und Lagerstättenkundler.

## Leben und Wirken
Oelsners Interesse an Mineralogie, Petrografie und Geologie wurde bereits frühzeitig geweckt. Folgerichtig nahm er ein Studium an der Bergakademie Freiberg auf, wo er sich intensiv mit der Lagerstättenkunde und erzmikroskopischen Studien beschäftigte, besonders beeinflusst durch seine Lehrer Friedrich Schumacher, Friedrich Kolbeck und Rudolf Schreiter. 1927 schloss er das Studium mit einem Diplom als Bergbauingenieur ab und blieb als Assistent am Institut für Geologie und Lagerstättenkunde, wo er 1929 mit der erzmikroskopischen Arbeit Beiträge zur Kenntnis der kiesigen Bleierzformation Freibergs promovierte.
Danach arbeitete er als Montangeologe im Erzgebirge und später in Anatolien, insbesondere als Gutachter in Ankara. Zum 1. Mai 1933 trat er der NSDAP bei (Mitgliedsnummer 1.494.501). 1939 ging er zurück nach Freiberg, wo er im sächsischen Oberbergamt tätig war. In dieser Zeit führte er intensive Bearbeitungen der erzgebirgischen Lagerstätten durch. Später arbeitete er bei der Landesregierung Sachsen, Referat Bergbau und betreute vor allem die landeseigenen Flussspatgruben und die westsächsischen Braunkohlevorkommen.
1950 erhielt Oelsner einen Lehrauftrag für spezielle Erzlagerstättenkunde an der Bergakademie Freiberg. 1952 habilitierte er sich mit der Arbeit Die pegmatitisch-pneumatolytischen Lagerstätten des Erzgebirges mit Ausnahme der kontaktpneumatolytischen Lagerstätten und wurde im selben Jahr zum Professor mit Lehrauftrag für Lagerstättenkunde und 1954 zum Professor mit vollem Lehrauftrag berufen. Schließlich wurde er 1959 zum Direktor des Instituts für Mineralogie und Lagerstättenlehre ernannt. Von 1959 bis 1961 war Oelsner Rektor der Bergakademie Freiberg.
Außer seiner Lehrtätigkeit war Oelsner auch ein anerkannter Forscher auf dem weiten Gebiet der Metallogenie. Begriffe wie die BiCoNi-Formation gehen auf ihn zurück. Methodisch bemerkenswert war sein 1961 erschienener Atlas der wichtigsten Mineralparagenesen im mikroskopischen Bild, der auch in andere Sprachen übersetzt wurde. Insgesamt verfasste er über 50 wissenschaftliche Publikationen.
Oscar Walter Oelsner starb 1963 nach längerer Krankheit und wurde auf dem Donatsfriedhof in Freiberg beigesetzt.

## Ehrungen
Oelsner erhielt zahlreiche Ehrungen und Anerkennungen für seine Tätigkeit. Er war Vorsitzender der Gesellschaft Deutscher Berg- und Hüttenleute (1957–1959), Ehrenmitglied der Geologischen Gesellschaft in der DDR, Mitglied der Deutschen Akademie der Wissenschaften zu Berlin und der Sociedad Mexicana de Geografía y Estadística. 1957 wurde er als „Verdienter Bergmann der Deutschen Demokratischen Republik“ ausgezeichnet, erhielt 1962 den „Vaterländischen Verdienstorden“ in Silber sowie 1963 die Serge-von-Bubnoff-Medaille. 1965 und 1993/94 fanden Kolloquien zum Gedenken an ihn statt. Ein von ihm vorhergesagter Spatgang erhielt nach seinen Initialen die Bezeichnung OWO-Spat.

## Schriften
- Beiträge zur Kenntnis der kiesigen Bleierzformationen Freibergs. In: Jahrbuch für das Berg- und Hüttenwesen in Sachsen. Jahrgang 1930, S. A3–A50 (PDF; 19,9 MB).
- Die pegmatitisch-pneumatolytischen Lagerstätten des Erzgebirges mit Ausnahme der Kontaktlagerstätten. In: Freiberger Forschungshefte. C 4, 1952, S. 1–80.
- mit Erich Krüger: Lagerstätten der Steine und Erden. Bergakademie, Freiberg 1957.
- mit Manfred Kraft und Heinz Schützel: Die Erzlagerstätten des Neudorfer Gangzuges. In: Freiberger Forschungshefte. C 52, 1958, S. 1–114.
- Atlas der wichtigsten Mineralparagenesen. Deutscher Verlag der Wissenschaften, Berlin 1961 (engl. 1966)